# Alberto López Arteseros
Alberto López Arteseros (Palma, 9 de març de 1988) és un exfutbolista mallorquí, que ocupava la posició de migcampista.
Sorgeix del planter del RCD Mallorca. A la temporada 07/08 debuta amb els mallorquins a primera divisió, en partit contra el Reial Múrcia. Al final d'eixa temporada signa contracte professional amb l'entitat. A la campanya següent apareix en el primer planter, però és inèdit a la competició de lliga.
Posteriorment jugarà al SF Katerinīs Pierikos i al Club Esportiu Constància d'Inca.